# Aucana petorca
Aucana petorca är en spindelart som beskrevs av Huber 2000. Aucana petorca ingår i släktet Aucana och familjen dallerspindlar. Inga underarter finns listade.